# Фладвуд (город, Миннесота)
Фладвуд (англ. Floodwood) — город в округе Сент-Луис, штат Миннесота, США. На площади 1,2 км² (1,2 км² — суша, водоёмов нет), согласно переписи 2002 года, проживают 503 человека. Плотность населения составляет 437 чел./км².
- Телефонный код города — 218
- Почтовый индекс — 55736
- FIPS-код города — 27-21338[2]
- GNIS-идентификатор — 0661287[3]